# Achillbeg
Achillbeg (irisch: Acaill Bheag) ist eine kleine Insel im County Mayo in der Provinz Connacht in Irland. Sie liegt 150 Meter vor der Südspitze von Achill Island und 230 Meter südöstlich des irischen Festlandes (Curraun Peninsula), sowie 3,5 km nördlich von Clare Island. Der Name bedeutet „Klein Achill“.
Die Insel ist 2,3 km lang und bis zu 1,2 km breit, bei einer Fläche von rund einem Quadratkilometer. Sie besteht aus zwei Hügeln, die durch einen Isthmus verbunden sind.
1965 wurde die Siedlung, die in der Mitte von Acaill Bheag zwischen den Hügeln lag, aufgegeben und die Bewohner siedelten auf das Festland und nach Achill Island um. Heute stehen eine Reihe von Ferienhäusern auf der Insel.
Im Süden der Insel steht seit 1965 ein neun Meter hoher Leuchtturm, der zusammen mit dem Leuchtturm Carrickfadda auf Clare Island den Zugang zur Clew Bay markiert.